# Romain Métanire
Romain Métanire (* 28. März 1990 in Metz) ist ein französisch-madagassischer Fußballspieler. Er spielte auch für die Madagassische Nationalmannschaft.

## Verein
Métanire trat 1997 dem FC Metz bei. Im Jahre 2009 kam er in die zweite Mannschaft, für die er in der Saison 2009/10 in 13 Einsätzen einen Treffer erzielte. Seit dem 1. Juli 2011 ist er Profi. Am 5. November 2010 kam er zu seinem Profidebüt am 14. Spieltag bei der 0:1-Niederlage gegen den FC Le Mans, als er in der 77. Minute für Yeni N'Gbakoto eingewechselt wurde. Am 21. November 2010 kam Métanire auch zu seinem ersten Einsatz in der Coupe de France. In der Folgezeit dauerte es bis Mai 2011, bis er wieder für die Profimannschaft auflief. Am 27. Mai 2011 stand er im Spiel gegen den FC Évian Thonon Gaillard in der Anfangself. In der Folgesaison erkämpfte sich Métanire einen Stammplatz. Nachdem die Mannschaft 2011/12 in die Drittklassigkeit abgestiegen war, stieg er mit dem Team 2012/13 und 2013/14 bis in die Erstklassigkeit auf, um nach einer Saison erneut in die zweithöchste Fußballliga des Landes abzusteigen.
2016 wechselte er weiter zum belgischen Erstligisten KV Kortrijk und ein Jahr später zu Stade Reims. Mit dem Verein konnte er 2018 in die Ligue 1 aufsteigen. 
Im Januar 2019 gab dann Minnesota United aus der Major League Soccer die Verpflichtung Métanires bekannt.

## Nationalmannschaft
Am 9. September 2018 kam er in der Afrika-Cup-Qualifikation gegen den Senegal (2:2) zu seinem ersten Einsatz für die Madagassische Nationalmannschaft.